# Carrbridge (stacja kolejowa)
Carrbridge (ang: Carrbridge railway station) – stacja kolejowa w Carrbridge, w hrabstwie Highland, w Szkocji, w Wielkiej Brtytanii. Stacja jest zarządzana przez First ScotRail i znajduje się na Highland Main Line, 44 km na południowy wschód od Inverness.
Stacja została otwarta 8 lipca 1892, kiedy otwarto linię z Aviemore. Linię do Inverness otwarto 1 listopada 1898 roku.